# Polyamia penistenuis
Polyamia penistenuis är en insektsart som beskrevs av Zhang och Duan 2004. Polyamia penistenuis ingår i släktet Polyamia och familjen dvärgstritar. Inga underarter finns listade i Catalogue of Life.